# Max Holloway
Jerome Max Kelii Holloway (* 4. prosince 1991 Honolulu) je americký profesionální zápasník smíšených bojových umění. V současnosti zápasí v organizaci Ultimate Fighting Championship (UFC), kde je bývalým šampionem.

## Mládí
Narodil se v Honolulu na Havaji a vyrůstal ve Waianae. Má havajské a samojské předky. Jeho rodiče byli závislí na drogách. Matka Missy Kapoi brala pervitin, ale později se dokázala vyléčit. Otec Mark Holloway matku zneužíval a následně od rodiny odešel. S kickboxem začal v roce 2007 v 15 letech. V roce 2010 dostudoval střední školu ve Waianae.

## Kariéra
S MMA začal v roce 2010. Zápasil převážně v menších společnostech.
V roce 2012 se stal nejmladším zápasníkem v UFC. Svůj první zápas měl s Dustinem Poirierem. Zápas se uskutečnil 4. února 2012. V prvním kole ho Poirier ukončil submisí.
Dne 17. srpna 2013 se proslavil zápasem s Conorem McGregorem. Ani v tomto zápase nedokázal zvítězit.
V zimě 2016 měl zápas o UFC Featherweight Championship. Čelil mu Anthony Pettis. Ve třetím kole Pettise pomocí TKO porazil a získal tak svůj první titul ve společnosti.
O titul ho připravil až Alexander Volkanovski v roce 2019. Při následné odvetě neuspěl. Konat se měl i třetí zápas, ale vinou Hollowayova zranění k němu nedošlo.
V roce 2024 opět zápasil o UFC Featherweight Championship. V cestě mu stál Gruzínec Ilia Topuria. Ten ho ve třetím kole knokoutoval.

## Osobní život
V roce 2012 si vzal svoji dlouholetou přítelkyni Kaimanu Pa'aluhi. Mají spolu syna. Pár se rozvedl v roce 2017.
V roce 2018 si zahrál ve filmu Den of Thieves.
Od roku 2020 chodí s Alessou Quizonovou. Vzali se v roce 2022.

## MMA výsledky
| Výsledek | Bilance | Soupeř                | Metoda                     | Událost                                         | Datum              | Kolo | Čas  | Lokace                             |
| -------- | ------- | --------------------- | -------------------------- | ----------------------------------------------- | ------------------ | ---- | ---- | ---------------------------------- |
| Výhra    | 27-8    | Dustin Poirier        | Rozhodnutí rozhodčích      | UFC 318                                         | 19. července 2025  | 5    | 5:00 | New Orleans, Louisiana, USA        |
| Prohra   | 26–8    | Ilia Topuria          | KO (údery)                 | UFC 308                                         | 26. října 2024     | 3    | 1:34 | Abu Dhabi, Spojené arabské emiráty |
| Výhra    | 26–7    | Justin Gaethje        | KO (údery)                 | UFC 300                                         | 13. dubna 2024     | 5    | 4:59 | Las Vegas, Nevada, USA             |
| Výhra    | 25–7    | Jung Chan-sung        | KO (údery)                 | UFC Fight Night: Holloway vs. The Korean Zombie | 26. srpna 2023     | 3    | 0:23 | Kallang, Singapur                  |
| Výhra    | 24–7    | Arnold Allen          | Rozhodnutí rozhodčích      | UFC on ESPN: Holloway vs. Allen                 | 15. dubna 2023     | 5    | 5:00 | Kansas City, Missouri, USA         |
| Prohra   | 23–7    | Alexander Volkanovski | Rozhodnutí rozhodčích      | UFC 276                                         | 2. července 2022   | 5    | 5:00 | Las Vegas, Nevada, USA             |
| Výhra    | 23–6    | Yair Rodríguez        | Rozhodnutí rozhodčích      | UFC Fight Night: Holloway vs. Rodríguez         | 13. listopadu 2021 | 5    | 5:00 | Las Vegas, Nevada, USA             |
| Výhra    | 22–6    | Calvin Kattar         | Rozhodnutí rozhodčích      | UFC on ABC: Holloway vs. Kattar                 | 16. ledna 2021     | 5    | 5:00 | Abu Dhabi, Spojené arabské emiráty |
| Prohra   | 21–6    | Alexander Volkanovski | Rozhodnutí rozhodčích      | UFC 251                                         | 12. července 2020  | 5    | 5:00 | Abu Dhabi, Spojené arabské emiráty |
| Prohra   | 21–5    | Alexander Volkanovski | Rozhodnutí rozhodčích      | UFC 245                                         | 14. prosince 2019  | 5    | 5:00 | Las Vegas, Nevada, USA             |
| Výhra    | 21–4    | Frankie Edgar         | Rozhodnutí rozhodčích      | UFC 240                                         | 27. července 2019  | 5    | 5:00 | Edmonton, Alberta, Kanada          |
| Prohra   | 20–4    | Dustin Poirier        | Rozhodnutí rozhodčích      | UFC 236                                         | 13. dubna 2019     | 5    | 5:00 | Atlanta, Georgia, USA              |
| Výhra    | 20–3    | Brian Ortega          | TKO (lékař zastavil zápas) | UFC 231                                         | 8. prosince 2017   | 4    | 5:00 | Toronto, Ontario, Kanda            |
| Výhra    | 19–3    | José Aldo             | TKO (údery)                | UFC 218                                         | 2. prosince 2018   | 3    | 4:51 | Detroit, Michigan, USA             |
| Výhra    | 18–3    | José Aldo             | TKO (údery)                | UFC 212                                         | 3. června 2017     | 3    | 4:13 | Rio de Janeiro, Brazílie           |
| Výhra    | 17–3    | Anthony Pettis        | TKO (kop do těla a údery)  | UFC 206                                         | 10. prosince 2016  | 3    | 4:50 | Toronto, Ontario, Kanada           |
| Výhra    | 16–3    | Ricardo Lamas         | Rozhodnutí rozhodčích      | UFC 199                                         | 4. června 2016     | 3    | 5:00 | Inglewood, California, USA         |
| Výhra    | 15–3    | Jeremy Stephens       | Rozhodnutí rozhodčích      | UFC 194                                         | 12. prosince 2015  | 3    | 5:00 | Las Vegas, Nevada, USA             |
| Výhra    | 14–3    | Charles Oliveira      | TKO (zranění)              | UFC Fight Night: Holloway vs. Oliveira          | 23. srpna 2015     | 1    | 1:39 | Saskatoon, Saskatchewan, Kanada    |
| Výhra    | 13–3    | Cub Swanson           | Submise                    | UFC on Fox: Machida vs. Rockhold                | 18. dubna 2015     | 3    | 3:58 | Newark, New Jersey, USA            |
| Výhra    | 12–3    | Cole Miller           | Rozhodnutí rozhodčích      | UFC Fight Night: Henderson vs. Thatch           | 14. února 2015     | 3    | 5:00 | Broomfield, Colorado, USA          |
| Výhra    | 11–3    | Akira Corassani       | KO (údery)                 | UFC Fight Night: Nelson vs. Story               | 4. října 2014      | 1    | 3:11 | Stockholm, Švédsko                 |
| Výhra    | 10–3    | Clay Collard          | TKO (údery)                | UFC Fight Night: Henderson vs. dos Anjos        | 23. srpna 2014     | 3    | 3:47 | Tulsa, Oklahoma, USA               |
| Výhra    | 9–3     | Andre Fili            | Submise                    | UFC 172                                         | 26. dubna 2014     | 3    | 3:39 | Baltimore, Maryland, USA           |
| Výhra    | 8–3     | Will Chope            | TKO (údery)                | UFC Fight Night: Saffiedine vs. Lim             | 4. ledna 2014      | 2    | 2:27 | Marina Bay, Singapur               |
| Prohra   | 7–3     | Conor McGregor        | Rozhodnutí rozhodčích      | UFC Fight Night: Shogun vs. Sonnen              | 17. srpna 2013     | 3    | 5:00 | Boston, Massachusetts, USA         |
| Prohra   | 7–2     | Dennis Bermudez       | Rozhodnutí rozhodčích      | UFC 160                                         | 25. května 2013    | 3    | 5:00 | Las Vegas, Nevada, USA             |
| Výhra    | 7–1     | Leonard Garcia        | Rozhodnutí rozhodčích      | UFC 155                                         | 29. prosince 2012  | 3    | 5:00 | Las Vegas, Nevada, USA             |
| Výhra    | 6–1     | Justin Lawrence       | TKO (údery)                | UFC 150                                         | 11. srpna 2012     | 2    | 4:49 | Denver, Colorado, USA              |
| Výhra    | 5–1     | Pat Schilling         | Rozhodnutí rozhodčích      | The Ultimate Fighter: Live Finale               | 1. června 2012     | 3    | 5:00 | Las Vegas, Nevada, USA             |
| Prohra   | 4–1     | Dustin Poirier        | Submise                    | UFC 143                                         | 4. února 2012      | 1    | 3:23 | Las Vegas, Nevada, USA             |
| Výhra    | 4–0     | Eddie Rincon          | Rozhodnutí rozhodčích      | UIC 4: War on the Valley Isle                   | 1. července 2011   | 3    | 5:00 | Honolulu, Hawaii, USA              |
| Výhra    | 3–0     | Harris Sarmiento      | Rozhodnutí rozhodčích      | X-1 World Events 40: Champions 3                | 12. března 2011    | 5    | 5:00 | Honolulu, Hawaii, USA              |
| Výhra    | 2–0     | Bryson Kamaka         | KO (údery)                 | X-1 World Events 37: Island Pride               | 6. listopadu 2010  | 1    | 3:09 | Honolulu, Hawaii, USA              |
| Výhra    | 1–0     | Duke Saragosa         | Rozhodnutí rozhodčích      | X-1 World Events 36: Heroes                     | 11. září 2010      | 3    | 5:00 | Honolulu, Hawaii, USA              |